# The Virtues (série télévisée)
The Virtues  est une mini-série britannique de 4 épisodes créée en 2019 par Shane Meadows et Jack Thorne. Elle a été diffusée au Royaume-Uni sur Channel 4.
En France, la série a été diffusée sur Arte.tv.
La Bande originale est l'œuvre de la chanteuse de rock britannique PJ Harvey.

## Synopsis
La vie de Joseph s'effondre lorsque son jeune fils et son ex-femme déménagent en Australie. Alcoolique et dépressif, il décide de quitter Liverpool et embarque pour l'Irlande à la recherche de sa sœur Anna, qu'il n'a pas vue depuis plus de trente ans et pour affronter les douloureux souvenirs de son passé.

## Distribution
- Stephen Graham : Joseph
- Niamh Algar : Dinah
- Helen Behan : Anna
- Frank Laverty : Michael
- Mark O'Halloran : Craigy
- Deirdre Donnelly : Susan
- Niamh Cusack : Janine
- Juliet Ellis : Debbie
- Vauxhall Jermaine : David

## Épisodes

### Épisode 1
Lorsque son ex-femme émigre en Australie avec leur fils et son nouveau partenaire David, Joseph rechute dans son alcoolisme. Désemparé, il utilise le reste de son argent pour retourner dans sa ville natale en Irlande, à la recherche de réponses sur son passé troublé.

### Épisode 2
Joseph arrive en Irlande et renoue avec sa sœur Anna, qu'il n'a pas revue depuis qu'il a été placé dans un orphelinat à l'âge de 9 ans. cette dernière le croyait mort. Elle l'accueille dans sa maison. Dinah, la sœur de Michael, trouve aussi refuge dans la maison après une violente dispute avec son petit ami. Le mari d'Anna, Michael, donne  du travail à Joseph sur un chantier où il rencontre son collègue Craigy. Celui-ci, très ému, reconnait Joseph  car il est lui même un ancien pensionnaire de l'orphelinat où s’est noué un drame dont Joseph n’a pas le souvenir.

### Épisode 3
Joseph visite l'orphelinat désormais abandonné. Des souvenirs épouvantables remontent à la surface et il s'enfuit en courant comme il l'avait fait à l'âge de 9 ans. Pour échapper à ses tourments, Joseph se réfugie de nouveau dans l'alcool et crée du désordre dans un pub dont le patron prévient Anna. Cette nuit-là, Dinah, à laquelle Joseph a confié sa tristesse essaie de nouer une relation amoureuse avec lui. Anna s'y oppose. Pour sa part, Dinah, qui a été contrainte d'abandonner un fils qu'elle a eu lorsqu'elle avait 15 ans, essaie de renouer avec lui. Sur le chantier de construction, Joseph s'emporte contre Craigy qui tente de révéler ce qui l'obsède et la souffrance qui les lie.

### Épisode 4
Alors que Dinah et Joseph s'apprêtent à faire l'amour, Joseph devient nerveux et est victime d'une grave attaque de panique, ce qui l'amène à être hospitalisé. Le lendemain matin, Joseph révèle à Anna qu'il a été violé à l'orphelinat par deux frères adolescents. Parallèlement, Dinah apprend que son fils refuse tout contact avec elle car elle n'a jamais répondu aux lettres qu'il lui a adressé plusieurs années auparavant. Dinah comprend alors que sa mère lui a dissimulé cette correspondance. Joseph rend visite à Craigy qui lui avoue avoir été lui-même abusé à l'orphelinat. Il lui révèle l'adresse de l'un des deux frères. Tandis que Dinah se précipite chez sa mère et Joseph se rend chez son agresseur.

## Réception
Lors de son lancement, la série a reçu un accueil extrêmement favorable. Une critique 5 étoiles pour The Guardian : "un drame si émouvant qu'il vous a laissé à bout de souffle". Une autre critique 5 étoiles du Daily Telegraph qui a qualifié la série de "chef-d'œuvre dramatique".
Pour Télérama, “The Virtues” est l’ode magistrale de Shane Meadows aux vies cabossées.

## Distinctions
- Grand Prix Festival Séries Mania 2019[5].
- Prix d'interprétation Masculine Festival Séries Mania 2019 pour Stephen Graham.